# Водолазная служба Войск национальной гвардии России
Водолазная служба Войск национальной гвардии России — создана в соответствии с Приказом МВД СССР от 3 марта 1978 года.
Первоначально, личный состав службы готовили в учебных центрах Министерства Обороны. С 1987 года водолазная служба ВВ МВД СССР обзавелась собственным учебным подразделением в городе Северобайкальске (см. Морские части национальной гвардии России).
Задача службы — обеспечение охраны объектов со стороны акватории.
В 1991 году, по согласованию с Поисково-спасательной службой ВМФ России, создана Центральная водолазно-квалификационная комиссия ВВ МВД РФ (ныне войск национальной гвардии России). Она выдаёт допуск к работе под водой водолазам всех квалификаций в системах Росгвардии и МВД России, присваивает водолазам соответствующую квалификацию, осуществляет допуск к работе иных должностных лиц.
Водолазная служба Росгвардии имеет отделения водолазов, входящие в экипажи сторожевых катеров или отдельные водолазные подразделения; водолазные станции с соответствующим оборудованием.

## Начальники водолазной службы ВВ МВД (Росгвардии)
- капитан 1 ранга Л. С. Ильин (1978—1991)
- капитан 1 ранга В. А. Згурский (1991—1996)
- капитан 1 ранга В. В. Стракович (1997—2002)